# Campeonato Europeo de Baloncesto Masculino de 1963
La edición XIII del Campeonato Europeo de Baloncesto se celebró en Breslavia (Polonia) del 4 al 13 de octubre de 1963. El torneo contó con la participación de 16 selecciones nacionales.
La medalla de oro fue para la selección de la Unión Soviética, que se impuso en la final a Polonia por 61 a 45. La medalla de bronce fue para la selección de Yugoslavia.

## Grupos
Los 16 equipos participantes fueron divididos en dos grupos de la forma siguiente:
| Grupo 1      | Grupo 2              |
| ------------ | -------------------- |
| Bélgica      | Alemania Democrática |
| Bulgaria     | Finlandia            |
| Israel       | Francia              |
| Italia       | Polonia              |
| Yugoslavia   | Rumania              |
| Países Bajos | Unión Soviética      |
| Turquía      | España               |
| Hungría      | Checoslovaquia       |

## Primera fase

### Grupo 1
| Equipo       | J | G | P | T+  | T-  | DT   | PTS |
| ------------ | - | - | - | --- | --- | ---- | --- |
| Yugoslavia   | 7 | 7 | 0 | 608 | 472 | +136 | 14  |
| Hungría      | 7 | 5 | 2 | 499 | 455 | +44  | 12  |
| Bulgaria     | 7 | 5 | 2 | 509 | 444 | +65  | 12  |
| Bélgica      | 7 | 4 | 3 | 520 | 512 | +8   | 11  |
| Italia       | 7 | 4 | 3 | 477 | 459 | +18  | 11  |
| Israel       | 7 | 2 | 5 | 463 | 505 | -42  | 9   |
| Países Bajos | 7 | 1 | 6 | 453 | 588 | -135 | 8   |
| Turquía      | 7 | 0 | 7 | 405 | 499 | -94  | 7   |

| Fecha    | Partido      | Partido | Partido      | Resultado |
| -------- | ------------ | ------- | ------------ | --------- |
| 04.10.63 | Yugoslavia   | -       | Países Bajos | 107-62    |
| 04.10.63 | Bulgaria     | -       | Israel       | 79-58     |
| 04.10.63 | Hungría      | -       | Italia       | 71-74     |
| 04.10.63 | Bélgica      | -       | Turquía      | 71-52     |
| 05.10.63 | Países Bajos | -       | Italia       | 60-73     |
| 05.10.63 | Bulgaria     | -       | Turquía      | 71-52     |
| 05.10.63 | Hungría      | -       | Bélgica      | 71-69     |
| 05.10.63 | Yugoslavia   | -       | Israel       | 80-73     |
| 06.10.63 | Países Bajos | -       | Bélgica      | 71-77     |
| 06.10.63 | Israel       | -       | Turquía      | 64-55     |
| 06.10.63 | Bulgaria     | -       | Hungría      | 55-64     |
| 06.10.63 | Yugoslavia   | -       | Italia       | 71-69     |
| 07.10.63 | Yugoslavia   | -       | Turquía      | 97-67     |
| 07.10.63 | Italia       | -       | Bélgica      | 75-76     |
| 07.10.63 | Países Bajos | -       | Bulgaria     | 71-99     |
| 07.10.63 | Israel       | -       | Hungría      | 73-80     |
| 09.10.63 | Turquía      | -       | Hungría      | 42-50     |
| 09.10.63 | Israel       | -       | Países Bajos | 70-55     |
| 09.10.63 | Italia       | -       | Bulgaria     | 51-59     |
| 09.10.63 | Yugoslavia   | -       | Bélgica      | 95-62     |
| 10.10.63 | Bélgica      | -       | Bulgaria     | 72-80     |
| 10.10.63 | Turquía      | -       | Países Bajos | 72-74     |
| 10.10.63 | Italia       | -       | Israel       | 63-57     |
| 10.10.63 | Yugoslavia   | -       | Hungría      | 82-73     |
| 11.10.63 | Hungría      | -       | Países Bajos | 90-60     |
| 11.10.63 | Turquía      | -       | Italia       | 65-72     |
| 11.10.63 | Bélgica      | -       | Israel       | 93-68     |
| 11.10.63 | Yugoslavia   | -       | Bulgaria     | 76-66     |

Todos los encuentros se disputaron en Breslavia.

### Grupo 2
| Equipo                        | J | G | P | T+  | T-  | DT   | PTS |
| ----------------------------- | - | - | - | --- | --- | ---- | --- |
| Unión Soviética               | 7 | 7 | 0 | 558 | 392 | +166 | 14  |
| Polonia                       | 7 | 6 | 1 | 542 | 454 | +88  | 13  |
| República Democrática Alemana | 7 | 4 | 3 | 468 | 469 | -1   | 11  |
| España                        | 7 | 3 | 4 | 563 | 575 | -12  | 10  |
| Rumania                       | 7 | 3 | 4 | 422 | 430 | -8   | 10  |
| Checoslovaquia                | 7 | 3 | 4 | 479 | 514 | -35  | 10  |
| Francia                       | 7 | 1 | 6 | 427 | 521 | -94  | 8   |
| Finlandia                     | 7 | 1 | 6 | 399 | 503 | -104 | 8   |

| Fecha    | Partido                       | Partido | Partido                       | Resultado |
| -------- | ----------------------------- | ------- | ----------------------------- | --------- |
| 04.10.63 | Francia                       | -       | República Democrática Alemana | 49-63     |
| 04.10.63 | Unión Soviética               | -       | Finlandia                     | 75-53     |
| 04.10.63 | España                        | -       | Polonia                       | 76-79     |
| 04.10.63 | Checoslovaquia                | -       | Rumania                       | 55-56     |
| 05.10.63 | Francia                       | -       | Checoslovaquia                | 72-79     |
| 05.10.63 | España                        | -       | Rumania                       | 75-70     |
| 05.10.63 | Finlandia                     | -       | República Democrática Alemana | 50-73     |
| 05.10.63 | Unión Soviética               | -       | Polonia                       | 64-54     |
| 06.10.63 | Finlandia                     | -       | Checoslovaquia                | 45-78     |
| 06.10.63 | Unión Soviética               | -       | República Democrática Alemana | 76-52     |
| 06.10.63 | Polonia                       | -       | Rumania                       | 64-60     |
| 06.10.63 | España                        | -       | Francia                       | 86-70     |
| 07.10.63 | Finlandia                     | -       | España                        | 83-79     |
| 07.10.63 | República Democrática Alemana | -       | Checoslovaquia                | 61-62     |
| 07.10.63 | Polonia                       | -       | Francia                       | 98-65     |
| 07.10.63 | Unión Soviética               | -       | Rumania                       | 64-54     |
| 09.10.63 | República Democrática Alemana | -       | España                        | 91-85     |
| 09.10.63 | Rumania                       | -       | Francia                       | 59-51     |
| 09.10.63 | Polonia                       | -       | Finlandia                     | 68-54     |
| 09.10.63 | Unión Soviética               | -       | Checoslovaquia                | 96-56     |
| 10.10.63 | República Democrática Alemana | -       | Polonia                       | 62-93     |
| 10.10.63 | Rumania                       | -       | Finlandia                     | 69-55     |
| 10.10.63 | Checoslovaquia                | -       | España                        | 76-98     |
| 10.10.63 | Unión Soviética               | -       | Francia                       | 77-59     |
| 11.10.63 | Rumania                       | -       | República Democrática Alemana | 54-66     |
| 11.10.63 | Francia                       | -       | Finlandia                     | 61-59     |
| 11.10.63 | Checoslovaquia                | -       | Polonia                       | 73-86     |
| 11.10.63 | Unión Soviética               | -       | España                        | 106-64    |

Todos los encuentros se disputaron en Breslavia.

## Fase final

### Puestos del 1 al 4
|  | Puestos del 1 al 4 | Puestos del 1 al 4 |    |            | Final                  | Final |  |
|  |                    |                    |    |            |                        |       |  |
|  |                    |                    |    |            |                        |       |  |
|  |                    |                    |    |            |                        |       |  |
|  | Yugoslavia         | 72                 |    |            |                        |       |  |
|  | Polonia            | 83                 |    |            |                        |       |  |
|  |                    |                    |    |            |                        |       |  |
|  |                    |                    |    |            |                        |       |  |
|  |                    |                    |    |            | Polonia                | 45    |  |
|  |                    | Unión Soviética    | 61 |            |                        |       |  |
|  |                    |                    |    |            |                        |       |  |
|  |                    |                    |    |            |                        |       |  |
|  |                    |                    |    |            | Tercer y cuarto puesto |       |  |
|  |                    |                    |    |            |                        |       |  |
|  | Unión Soviética    | 89                 |    | Yugoslavia | 89                     |       |  |
|  | Hungría            | 51                 |    |            | Hungría                | 61    |  |

### Puestos del 5 al 8
|  | Puestos del 5 al 8            | Puestos del 5 al 8            |    |        | Puesto 5 | Puesto 5 |  |
|  |                               |                               |    |        |          |          |  |
|  |                               |                               |    |        |          |          |  |
|  |                               |                               |    |        |          |          |  |
|  | Bulgaria                      | 102                           |    |        |          |          |  |
|  | España                        | 70                            |    |        |          |          |  |
|  |                               |                               |    |        |          |          |  |
|  |                               |                               |    |        |          |          |  |
|  |                               |                               |    |        | Bulgaria | 77       |  |
|  |                               | República Democrática Alemana | 62 |        |          |          |  |
|  |                               |                               |    |        |          |          |  |
|  |                               |                               |    |        |          |          |  |
|  |                               |                               |    |        | Puesto 7 |          |  |
|  |                               |                               |    |        |          |          |  |
|  | República Democrática Alemana | 81                            |    | España | 86       |          |  |
|  | Bélgica                       | 53                            |    |        | Bélgica  | 83       |  |

### Puestos del 9 al 12
|  | Puestos del 9 al 12 | Puestos del 9 al 12 |    |        | Puesto 9       | Puesto 9 |  |
|  |                     |                     |    |        |                |          |  |
|  |                     |                     |    |        |                |          |  |
|  |                     |                     |    |        |                |          |  |
|  | Italia              | 66                  |    |        |                |          |  |
|  | Checoslovaquia      | 70                  |    |        |                |          |  |
|  |                     |                     |    |        |                |          |  |
|  |                     |                     |    |        |                |          |  |
|  |                     |                     |    |        | Checoslovaquia | 58       |  |
|  |                     | Israel              | 60 |        |                |          |  |
|  |                     |                     |    |        |                |          |  |
|  |                     |                     |    |        |                |          |  |
|  |                     |                     |    |        | Puesto 11      |          |  |
|  |                     |                     |    |        |                |          |  |
|  | Rumania             | 47                  |    | Italia | 66             |          |  |
|  | Israel              | 57                  |    |        | Rumania        | 85       |  |

### Puestos del 13 al 16
|  | Puestos del 13 al 16 | Puestos del 13 al 16 |    |              | Puesto 13 | Puesto 13 |  |
|  |                      |                      |    |              |           |           |  |
|  |                      |                      |    |              |           |           |  |
|  |                      |                      |    |              |           |           |  |
|  | Países Bajos         | 58                   |    |              |           |           |  |
|  | Finlandia            | 71                   |    |              |           |           |  |
|  |                      |                      |    |              |           |           |  |
|  |                      |                      |    |              |           |           |  |
|  |                      |                      |    |              | Finlandia | 50        |  |
|  |                      | Francia              | 60 |              |           |           |  |
|  |                      |                      |    |              |           |           |  |
|  |                      |                      |    |              |           |           |  |
|  |                      |                      |    |              | Puesto 15 |           |  |
|  |                      |                      |    |              |           |           |  |
|  | Francia              | 80                   |    | Países Bajos | 62        |           |  |
|  | Turquía              | 63                   |    |              | Turquía   | 64        |  |

### Puestos del 13º al 16º
| Fecha    | Partido      | Partido | Partido   | Resultado |
| -------- | ------------ | ------- | --------- | --------- |
| 12.10.63 | Países Bajos | -       | Finlandia | 58-71     |
| 12.10.63 | Francia      | -       | Turquía   | 80-63     |

### Puestos del 9º al 12º
| Fecha    | Partido | Partido | Partido        | Resultado |
| -------- | ------- | ------- | -------------- | --------- |
| 12.10.63 | Italia  | -       | Checoslovaquia | 66-70     |
| 12.10.63 | Rumania | -       | Israel         | 47-57     |

### Puestos del 5º al 8º
| Fecha    | Partido                       | Partido | Partido | Resultado |
| -------- | ----------------------------- | ------- | ------- | --------- |
| 12.10.63 | Bulgaria                      | -       | España  | 102-70    |
| 12.10.63 | República Democrática Alemana | -       | Bélgica | 81-53     |

### Semifinales
| Fecha    | Partido         | Partido | Partido | Resultado |
| -------- | --------------- | ------- | ------- | --------- |
| 12.10.63 | Yugoslavia      | -       | Polonia | 72-83     |
| 12.10.63 | Unión Soviética | -       | Hungría | 89-51     |

### Decimoquinto puesto
| Fecha    | Partido      | Partido | Partido | Resultado |
| -------- | ------------ | ------- | ------- | --------- |
| 13.10.63 | Países Bajos | -       | Turquía | 62-64     |

### Decimotercer puesto
| Fecha    | Partido   | Partido | Partido | Resultado |
| -------- | --------- | ------- | ------- | --------- |
| 13.10.63 | Finlandia | -       | Francia | 50-60     |

### Undécimo puesto
| Fecha    | Partido | Partido | Partido | Resultado |
| -------- | ------- | ------- | ------- | --------- |
| 13.10.63 | Italia  | -       | Rumania | 66-85     |

### Noveno puesto
| Fecha    | Partido        | Partido | Partido | Resultado |
| -------- | -------------- | ------- | ------- | --------- |
| 13.10.63 | Checoslovaquia | -       | Israel  | 58-60     |

### Séptimo puesto
| Fecha    | Partido | Partido | Partido | Resultado |
| -------- | ------- | ------- | ------- | --------- |
| 13.10.63 | España  | -       | Bélgica | 86-83     |

### Quinto puesto
| Fecha    | Partido  | Partido | Partido                       | Resultado |
| -------- | -------- | ------- | ----------------------------- | --------- |
| 13.10.63 | Bulgaria | -       | República Democrática Alemana | 77-62     |

### Tercer puesto
| Fecha    | Partido    | Partido | Partido | Resultado |
| -------- | ---------- | ------- | ------- | --------- |
| 13.10.63 | Yugoslavia | -       | Hungría | 89-61     |

### Final
| Fecha    | Partido         | Partido | Partido | Resultado |
| -------- | --------------- | ------- | ------- | --------- |
| 13.10.63 | Unión Soviética | -       | Polonia | 61-45     |

## Medallero
|                 |         |            |
| Unión Soviética | Polonia | Yugoslavia |

## Clasificación final
| 1. - Unión Soviética      |
| 2. - Polonia              |
| 3. - Yugoslavia           |
| 4. - Hungría              |
| 5. - Bulgaria             |
| 6. - Alemania Democrática |
| 7. - España               |
| 8. - Bélgica              |
| 9. - Israel               |
| 10. - Checoslovaquia      |
| 11. - Rumania             |
| 12. - Italia              |
| 13. - Francia             |
| 14. - Finlandia           |
| 15. - Turquía             |
| 16. - Países Bajos        |

## Trofeos individuales

### Mejor jugadorMVP
- Emiliano Rodríguez

## Plantilla de los 4 primeros clasificados
1.Unión Soviética: Janis Krumins, Gennadi Volnov, Jaak Lipso, Armenak Alachachian, Guram Minaschvill, Tonno Lepmets, Juris Kalniņš, Aleksandr Travin, Aleksandr Petrov, Viacheslav Khrinin, Vadym Hladun, Olgerts Jurgensons (Entrenador: Alexander Gomelsky)
2.Polonia: Mieczyslaw Lopatka, Bohdan Likszo, Janusz Wichowski, Andrzej Pstrokonski, Leszek Arent, Zbigniew Dregier, Kazimierz Frelkiewicz, Wieslaw Langiewicz, Andrzej Nartowski, Stanislaw Olejniczak, Jerzy Piskun, Marek Sitkowski (Entrenador: Witold Zagorski)
3.Yugoslavia: Radivoj Korać, Ivo Daneu, Trajko Rajković, Slobodan Gordić, Borut Bassin, Nemanja Đurić, Miodrag Nikolić, Miloš Bojović, Živko Kasun, Emil Logar, Zvonko Petricevic, Dragoslav Ražnatović (Entrenador: Aleksandar Nikolić)
4.Hungría: Janos Greminger, Laszlo Gabanyi, Janos Simon, Janos Bencze, Miklos Bohaty, Gyorgy Polik, Gyorgy Vajdovics, Jozsef Prieszol, Arpad Glatz, Tibor Kangyal, Otto Temesvari, Pal Koczka (Entrenador: Tibor Zsiros)